# Mr. Bean's Holiday
Mr. Bean's Holiday è un film del 2007 diretto da Steve Bendelack.
È il secondo seguito cinematografico della serie televisiva Mr. Bean dopo Mr. Bean - L'ultima catastrofe, che ha come protagonista Rowan Atkinson nei panni del personaggio Mr. Bean.

## Trama
Mr. Bean vince alla lotteria di beneficenza della parrocchia del suo quartiere un viaggio nel sud della Francia, una videocamera digitale e € 200. Arrivato alla stazione Gare de Lyon di Parigi, chiede ad un uomo di riprenderlo mentre sale sul treno. Costui in realtà è Emil Datchevsky, celebre regista russo che si sta recando a Cannes dove dovrà far parte della giuria del festival del cinema. La pignoleria di Bean fa perdere il treno al regista, che rimane così separato da suo figlio Stepan, a cui dice di scendere alla fermata successiva in modo da poterlo rincontrare lì.
Anche il protagonista, che cerca di farsi perdonare, scende col ragazzo, ma il treno successivo con il regista a bordo non si ferma e  Datchevsky mostra così al figlio un foglietto con il numero del suo cellulare, gridandogli di telefonargli. Inavvertitamente, il regista copre con le dita le ultime due cifre del numero, così Bean e Stepan tentano di chiamare le varie combinazioni possibili (contattando addirittura un morto). Salgono su un altro treno, ma il protagonista ha dimenticato sulla cabina telefonica passaporto e portafoglio, per cui i due vengono sorpresi dal controllore e fatti scendere.
Mr. Bean e Stepan improvvisano allora una recita mimica sulle note di O mio babbino caro di Puccini, racimolando abbastanza soldi da potersi pagare un viaggio in autobus. Il protagonista perde il suo biglietto, ritrovandosi così separato dal ragazzo, ed è costretto a fare l'autostop, ritrovandosi alla fine sul set di una pubblicità di yogurt, diretto dal regista Carson Clay, il cui film dovrà essere giudicato a Cannes proprio da Datchevsky.
Nel frattempo, il regista russo si è convinto che suo figlio sia stato rapito, e nel paese iniziano le ricerche di Stepan e del suo misterioso rapitore inglese. Mr. Bean riesce finalmente a trovare un passaggio sulla Mini 1000 verde e nera, identica alla sua, della protagonista dello spot, l'attrice Sabine, anche lei diretta a Cannes poiché ha una piccola parte nel film di Clay, e spera che possa essere l'inizio di una carriera fortunata. Fermatisi ad una stazione di servizio i due ritrovano Stepan, che aveva avuto un passaggio da un gruppo di musicisti, e decide di proseguire il viaggio con loro.
A causa di problemi con le rispettive lingue (Stepan parla soltanto russo, Bean inglese e Sabine francese) i tre cadono in una serie di equivoci: il ragazzo crede che Sabine sia la fidanzata di Bean, mentre l'attrice crede che Stepan sia il figlio del protagonista. L'equivoco si chiarisce il giorno dopo, quando Sabine entra in un autogrill a cambiarsi per la proiezione del film di Clay e vede un notiziario alla tv. Bean viene presentato come il rapitore di Stepan e lei stessa come la sua complice.
Poiché non vuole rinunciare a vedere il suo film, Sabine decide di non spiegare la situazione alla polizia subito, ma di arrivare a Cannes senza farsi riconoscere. Per cui sia Stepan che Bean devono vestirsi da donne, e si presentano il primo come la figlia adolescente dell'attrice e il secondo come la sua madre spagnola e sorda. Il piano funziona, e i tre riescono a entrare nel cinema dove si sta proiettando il film, e sono presenti sia Datchevsky che Clay.
La pellicola si rivela molto noiosa e Sabine scopre con disappunto che la sua parte è stata tagliata, ma Bean si introduce nella cabina di proiezione e collega al proiettore la sua videocamera, mostrando così alla sala il diario delle sue vacanze, in cui l'attrice compare quasi sempre. Incredibilmente, le immagini riprese dal protagonista si accordano alla perfezione con le battute del film di Clay, e così il regista, Bean e Sabine ricevono un'ovazione dal pubblico. Infine anche Stepan ritrova suo padre e tutti i malintesi vengono chiariti. Il protagonista può ora finalmente recarsi alla spiaggia di Cannes, meta del suo viaggio: qui incontra i vari personaggi del film, cantando con loro la canzone La Mer di Charles Trenet.

## Produzione
Le riprese sono iniziate il 15 maggio 2006.

### Riprese
Le uniche scene girate in Inghilterra furono presso i Gainsborough Studios di Islington, a nord di Londra ed in altri punti della capitale.
Per il resto la pellicola è stata girata in numerose location francesi, fra cui:
- Oppède-le-Vieux, per le scene dello scontro bellico;
- la Stazione di Avignon TGV;
- la Stazione di Parigi Nord;
- la Stazione di Parigi Lione;
- l'Arco di Trionfo;
- Villefranche-sur-Mer;
- l'Arco de La Défense a Parigi;
- la stazione di Cavaillon;
- Cavaillon, dove Mr. Bean si esibisce in alcuni balletti;
- Sault, lungo la strada dove Mr. Bean insegue in bicicletta il furgoncino dei polli;
- l'autogrill-ristorante dell'Autostrada A6, presso Nemours, il ristorante dove Mr. Bean e Stepan si rincontrano;
- Boulevard Alexandre Delebre a Marsiglia, lungo la Costa Azzurra;
- Cannes, durante il Festival di Cannes 2006.

## Distribuzione
Il film è uscito nelle sale britanniche il 24 marzo 2007, mentre in quelle italiane il 6 aprile dello stesso anno.

## Accoglienza

### Incassi
A fronte di un budget di circa 25 milioni di dollari americani, il film ne ha incassati 232 225 908 in tutto il mondo.